# 오렌 스마자
오렌 스마자(히브리어: אורן סמדג'ה, Oren Smadja, 1970년 6월 20일~)는 이스라엘의 유도 선수, 지도자로 1992년 하계 올림픽 라이트급에서 동메달을 획득하여 같은 대회에서 은메달을 획득한 야엘 아라드의 뒤를 이어 두번째 이스라엘 올림픽 메달리스트가 되었다. 이 외에 세계 선수권 대회에서 은메달 1개, 유럽 선수권 대회에서 동메달 1개를 획득했다.